# Blue Bell Hill
Blue Bell Hill är en kulle i Storbritannien.   Den ligger i grevskapet Kent och riksdelen England, i den sydöstra delen av landet, 50 km öster om huvudstaden London. Toppen på Blue Bell Hill är 190 meter över havet, eller 69 meter över den omgivande terrängen. Bredden vid basen är 3,6 km.
Terrängen runt Blue Bell Hill är platt norrut, men söderut är den kuperad. Runt Blue Bell Hill är det tätbefolkat, med 356 invånare per kvadratkilometer. Närmaste större samhälle är Gillingham, 7,1 km norr om Blue Bell Hill. Runt Blue Bell Hill är det i huvudsak tätbebyggt.